# Zamioculcas zamiifolia
Zamioculcas es un género monotípico de plantas con flores perteneciente a la familia Araceae. Su única especie, Zamioculcas zamiifolia (Lodd.) Engl.. es una planta tropical nativa de África oriental, desde el sur de Kenia hasta el nordeste de Sudáfrica.

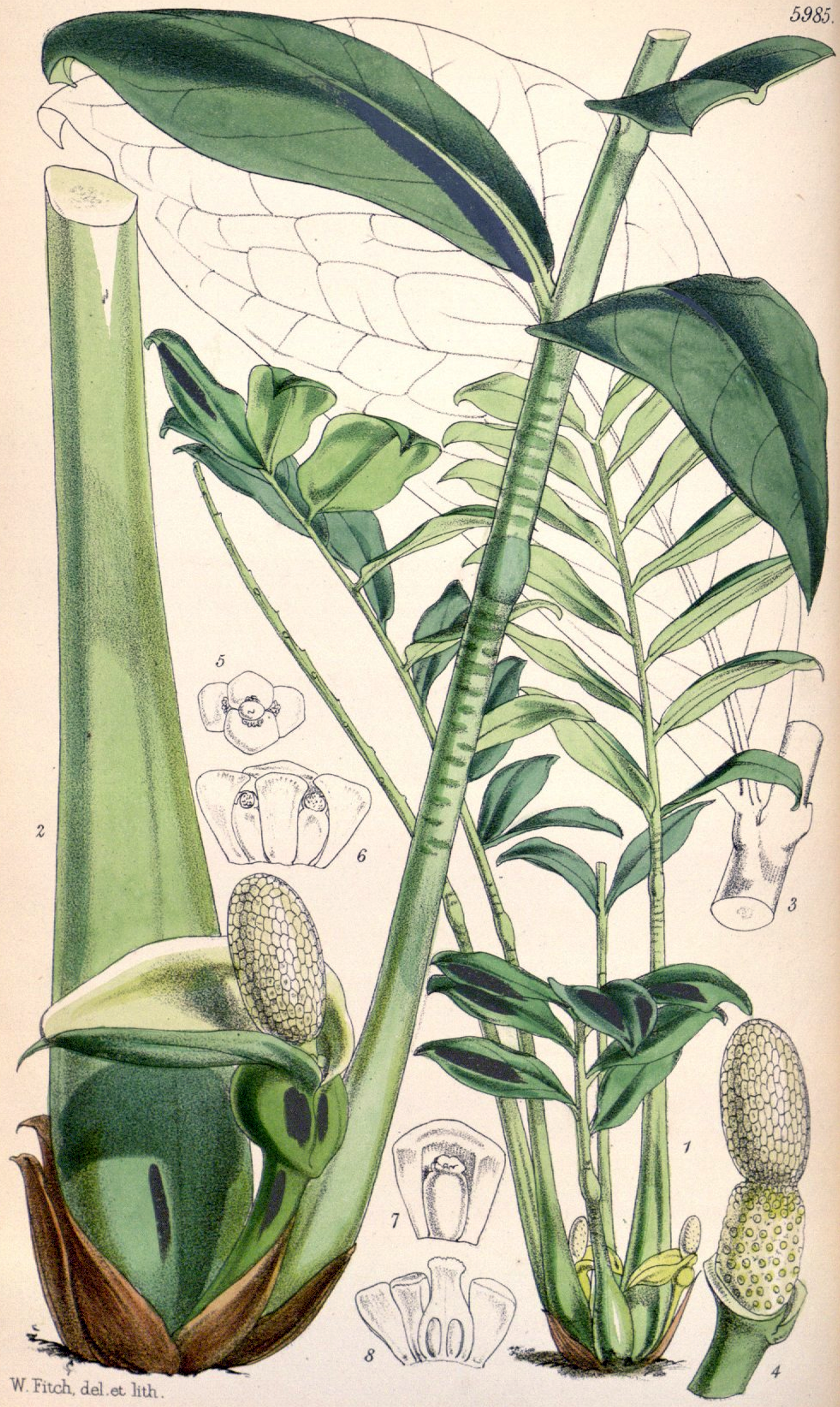
Ilustración

## Descripción
Es una planta herbácea que alcanza los  45-100
cm de altura, con rizoma suculento subterráneo. Es una planta perenne,  pero puede ser caduca en periodos de sequía en los que sobrevive gracias a su gran tubérculo como rizoma que almacena agua hasta que lleguen las precipitaciones. Las ramas son pinnadas, de 40 a 100 cm de longitud con entre 6 y 8 pares de hojas laterales de 7 a 15 cm de longitud y estas son brillantes de color verde oscuro. Las flores se producen en un pequeño espádice de color amarillo brillante bronce de 5 a 7 cm de longitud, parcialmente oculto entre las ramas de la base. La floración tiene lugar desde mediados del verano hasta comienzos del invierno. Todas las partes de la planta son venenosas si se ingieren.

## Historia
La especie fue originalmente descrita como Caladium zamiifolium por Loddiges en 1829 (Bot. Cab. 15: t. 1408. 1829 ) y luego fue movida al género Zamioculcas por Heinrich Wilhelm Schott ( Syn. Aroid. 71. 1856) y dado el nombre correcto Zamioculcas zamiifolia por Adolf Engler (Das Pflanzenreich 4, 23B: 305. 1905.)
Etimología
Zamioculcas: nombre genérico que deriva de la semejanza superficial de su follaje con el género  Zamia.
zamiifolia: epíteto latino que significa "como las hojas de Zamia".
Sinonimia
- Caladium zamiifolium Lodd., Bot. Cab. 15: t. 1408 (1829).
- Zamioculcas loddigesii Schott, Syn. Aroid.: 71 (1856).
- Zamioculcas lanceolata Peter, Nachr. Ges. Wiss. Göttingen, Math.-Phys. Kl.: 209 (1929 publ. 1930).[2]